# مقاطعة إل أورو
إل أورو (بالإسبانية: Provincia de El Oro)‏ وOro تعني الذهب هي مقاطعة في أقصى الجنوب من مقاطعات الإكوادور الساحلية. كان اسمها لإنتاجها الذهب المهم تاريخيا. وهي اليوم واحدة من أكبر المصدرين الرئيسيين في العالم للموز. العاصمة هي ماتشالا.

## كانتونات
وتنقسم المقاطعة إلى 14 كانتونات :